# Armina wattla
Armina wattla är en snäckart som beskrevs av Ev. Marcus och Er. Marcus 1967. Armina wattla ingår i släktet Armina och familjen Arminidae. Inga underarter finns listade i Catalogue of Life.